# Hispano-Suiza 20HP
La 20HP è stata una piccola famiglia di due modelli di autovetture di fascia alta prodotti dal 1904 al 1907 dalla Casa automobilistica spagnola Hispano-Suiza. Questi modelli vennero commercializzati con i nomi di 20/24 HP e 20/30 HP.

## Profilo e storia
La 20HP, assieme alla 14HP, fu il primo modello a fregiarsi del marchio Hispano-Suiza: la sua produzione fu avviata nel 1904, nello stesso periodo in cui cominciò la produzione della 14HP, quest'ultima basata su un precedente modello prodotto a sua volta dal piccolo costruttore Castro (dalle cui ceneri sarebbe nata appunto la Hispano-Suiza). Per questo, i due modelli appena citati sono da considerare come i primissimi modelli della casa spagnola, sebbene la 14HP non venga sempre inclusa in quest'ambito in quanto non progettata sotto l'egida della Hispano-Suiza.

### La20/24 HP
Il primo modello appartenente a questa fascia di cilindrata pree il nome di 20/24 HP, dove il primo numero indicava la potenza fiscale e il secondo quella effettiva. La 20/24 HP era una vettura di lusso, le cui caratteristiche di robustezza ed affidabilità catturarono l'attenzione del monarca spagnolo, che all'epoca era Alfonso XIII, e che oltretutto era anche un appassionato di automobili. Fu così che il sovrano acquistò un autotelaio della 20HP, che avrebbe poi fatto carrozzare secondo i suoi gusti, dando inizio ad un sodalizio che avrebbe portato lo stesso Alfonso XIII a divenire uno dei principali azionisti della Hispano-Suiza.
La 20/24 HP montava un motore biblocco a 4 cilindri da 3770 cm3 (alesaggio e corsa 100 x 120 mm). Tale motore aveva una testata a T, con valvole laterali, era provvisto di accensione a megnete ed era alimentato mediante un carburatore progettato, realizzato e brevettato dal patron Marc Birkigt. La trasmissione era a giunto cardanico, con differenziale al retrotreno e cambio in blocco con il motore stesso, a formare un gruppo compatto. La potenza massima era di 24 CV, mentre la struttura di base era quella tradizionale con telaio a longheroni e traverse in acciaio con sospensioni ad assale rigido e balestre semiellittiche longitudinali.

### La20/30 HP
Nonostante, come già detto, la produzione della 20/24 HP fosse stata avviata nel 1904, poco dopo la nascita del marchio Hispano-Suiza, la presentazione al pubblico avvenne però solo due anni più tardi, al Salone di Parigi del 1906. La kermesse parigina fu anche l'occasione per apportare alcuni aggiornamenti al modello, la cui potenza massima salì a 30 CV a fronte di una cilindrata invariata, da cui la nuova denominazione commerciale, ossia 20/30 HP.
Il fatto che lo stesso re Alfonso XIII decretasse la straordinarietà delle qualità di tale vettura sancì il successo definitivo per la Hispano-Suiza e per le sue vetture. Ma il successo fu destinato a crescere ulteriormente, dopo alcune affermazioni ottenute in campo sportivo, tra cui il secondo posto al rally dei Pirenei nell'agosto del 1905. La 20/30 HP fu tolta di produzione nel 1910: verrà sostituita dalla 30/40 HP, con motore da 4,7 litri, ma anche dalla sportiva 15.9 "Alfonso XIII", con motore da 3,6 litri.